# Мухоедово
Мухое́дово — село в Дальнеконстантиновском районе Нижегородской области России. Входит в состав Белозеровского сельсовета.

## География
Расположено неподалёку от административной границы с Кстовским районом Нижегородской области. Месте окружённом великолепными холмами, густыми лесами и широкими полями. В селе построено 7 прудов.

## История
Из «Нижегородской дозорной книги года государевым дворцовым бортным, оброчным и посопным селам и деревням», составленной писцом Василием Борисовым и подьячим Третьяком Аврамовым в 1588 году:
«Лета 7096 деревня Мухоедова прихода села Поповского»
«Деревня Мухоедова, а в ней бортники на льготе: во дворе Фролко Яковлев, четверть выти; во дворе Михалко Яковлев четверть выти; во дворе Онашко Иванов, пол чети выти; во дворе Подосенко Григорьев, пол чети выти; во дворе Лукьянко Дмитриев, пол выти; во дворе Михалко Тиханов, четь выти; во дворе Степанко Григорьев, четь выти; во дворе Федька Спиридонов, пол чети выти; во дворе бобыль Нечайко Федоров; во дворе Куземка Иванов, пол чети выти; во дворе Первушка Онцыфоров да Левка Егупьев, пол выти; во дворе Сидорко Иванов да Сергейко Дмитреев, пол выти; да впусте 7 мест дворовых…»
«И всего в той деревне 13 дворов крестьянских, а людей в них 15 человек. Пашни 3 выти с четвертью. А изо льготы выдут по приказщикове грамоте Василья Юрлова в 100-м году; да перелогу и лесом поросло большим 11 вытей в поле, а в дву потому ж, земля добра, сена 50 копен….»
Население в селе Мухоедово доброжелательное и дружное состоящее преимущественно из русских, татар и марийцев. 
В 2013 году заложены и активно застраиваются ещё две улицы: Хлебная и Лесной рай.
4 июня 2016 года население села Мухоедово организовало и провело совместно с руководством бассейна "Дельфин" праздник посвящённый дню защиты детей, на который приехало более 500 человек с разных уголков Дальнеконстантиновского района.

## Население
| 2002 | 2010 |
| ---- | ---- |
| 104  | ↘60  |

## Инфраструктура
По данным администрации сельсовета, объектов социальной и производственной сферы в селе Мухоедово не имеется. 
Однако в 2010 году создано производство по розливу питьевой воды, в 2016 году создано ООО "Предприятие ЖКХ Мухоедово" во главе с Воробьёвым Владимиром Юрьевичем. Данное предприятие оказывает услуги ЖКХ и создало несколько рабочих мест.
Село газифицировано декабре 2013  года. Проложен новый водопровод. Благоустроена кемпинг-зона на лесном озере. Организован вывоз ТБО. Каждую пятницу сельчане имеют возможность выехать а районный центр на рейсовом автобусе для посещения рынка, больницы и других учреждений.

## Русская православная церковь
В начале XVIII века в селе был воздвигнут деревянный храм в честь Воздвижения Честнаго и Животворящего Креста Господня с приделом в честь Казанской иконы Божией Матери.
В советские годы церковь была закрыта. С 2009 года храм восстанавливается, с 2013 проводятся богослужения.
А 23 июля 2016 года митрополит Нижегородский и Арзамасский произвёл чин закладки восстанавливаемого храма в честь Казанской иконы Божьей Матери. На празднике присутствовали все сельчане и гости, а далее торжества продолжились на сельской площади где прошёл день села Мухоедово.